# Tipula schlingeri
Tipula schlingeri är en tvåvingeart som beskrevs av Alexander 1965. Tipula schlingeri ingår i släktet Tipula och familjen storharkrankar. Inga underarter finns listade i Catalogue of Life.